# آدم نيلسون
آدم نيلسون (بالإنجليزية: Adam Nelson) مواليد 7 يوليو 1975 في أتلانتا، جورجيا، جورجيا، هو لاعب دفع جلة أمريكي. أفضل رقم شخصي له هو 22.51 م. شارك في دورة الألعاب الأولمبية وحقق الميدالية الذهبية.

## سجل المنافسة
| العام                 | المسابقة                                    | المكان                | المركز                | ملاحظة                |
| يمثل الولايات المتحدة | يمثل الولايات المتحدة                       | يمثل الولايات المتحدة | يمثل الولايات المتحدة | يمثل الولايات المتحدة |
| --------------------- | ------------------------------------------- | --------------------- | --------------------- | --------------------- |
| 1994                  | بطولة العالم للناشئين لألعاب القوى 1994     | لشبونة                | 1                     | 18.34 م               |
| 1999                  | الألعاب الجامعية الصيفية 1999               | ميورقة (مدينة)        | 2                     | 20.64 م               |
| 2000                  | الألعاب الأولمبية الصيفية 2000              | سيدني                 | 2                     | 21.21 م               |
| 2001                  | بطولة العالم لألعاب القوى داخل الصالات 2001 | لشبونة، البرتغال      | 2                     | 20.72 م               |
| 2001                  | بطولة العالم لألعاب القوى 2001              | إدمونتون              | 2                     | 21.24 م               |
| 2001                  | ألعاب النوايا الحسنة 2001                   | بريزبان               | 1                     | 20.91 م               |
| 2003                  | بطولة العالم لألعاب القوى 2003              | باريس                 | 2                     | 21.26 م               |
| 2004                  | الألعاب الأولمبية الصيفية 2004              | أثينا                 | 1                     | 21.16 م               |
| 2005                  | بطولة العالم لألعاب القوى 2005              | هلسنكي                | 1                     | 21.73 م               |
| 2007                  | بطولة العالم لألعاب القوى 2007              | أوساكا                | 2                     | 21.61 م               |
| 2008                  | الألعاب الأولمبية الصيفية 2008              | بكين                  | —                     |                       |
| 2009                  | بطولة العالم لألعاب القوى 2009              | برلين                 | 5                     | 21.11 م               |
| 2011                  | بطولة العالم لألعاب القوى 2011              | دايغو                 | 7                     | 20.29 م               |

## وصلات خارجية
- آدم نيلسون على موقع الاتحاد الدولي لألعاب القوى (الإنجليزية)
- آدم نيلسون على موقع الاتحاد الأمريكي لسباقات المضمار والميدان (الإنجليزية)
- آدم نيلسون على موقع الدوري الماسي (الإنجليزية)
- آدم نيلسون على موقع اللجنة الأولمبية الدولية (الإنجليزية)
- آدم نيلسون على موقع أوليمبيديا (الإنجليزية)
- آدم نيلسون على موقع اللجنة الأولمبية والبارالمبية الأمريكية (الإنجليزية)